# ウェイン・ブライスウェイト
ウェイン・ブライスウェイト（Wayne Braithwaite、1975年8月9日 - ）は、ガイアナの男子プロボクサー。現在の拠点はアメリカ合衆国ニューヨーク州ニューヨーク市。元WBC世界クルーザー級王者。

## 来歴
1997年2月28日、ガイアナでプロデビュー。
1998年7月25日、6戦目でガイアナライトヘビー級王座を獲得。
1999年3月15日、シドニーで行われたWBB世界クルーザー級王座決定戦でアダム・ワット（オーストラリア）と対戦し、1回KO勝ちで王座を獲得。
1999年7月29日、メルボルンで行われたWBCインターナショナルクルーザー級王座決定戦でトスカ・ペトリディス（オーストラリア）と対戦し、2回TKO勝ちで王座を獲得。
2000年2月12日、コネチカット州でNABF北米クルーザー級王者デール・ブラウン（カナダ）と対戦し、8回TKO勝ちで王座を獲得した。
2002年10月11日、WBC世界クルーザー級王座決定戦でビンセンツォ・カンタトーレ（イタリア）と対戦し、10回TKO勝ちで王座を獲得した。
2003年12月13日、挑戦者ルイス・ピネダ（パナマ）と対戦し、1回TKO勝ちで2度目の防衛に成功した。この試合は8大タイトルマッチの一環として行われた。
2004年4月17日、挑戦者ルイ・アシーレ（ドミニカ共和国）と対戦し、3-0の大差判定勝ちで3度目の防衛に成功した。
2005年4月2日、WBA王者ジャン＝マルク・モルメク（フランス）と王座統一戦で対戦し、0-3の判定負けで王座から陥落した。
2005年9月3日、WBA世界クルーザー級王座挑戦者決定戦でギレルモ・ジョーンズ（パナマ）と対戦し、4回TKO負け。
2007年7月21日、WBO世界クルーザー級王者エンゾ・マカリネリ（ウェールズ）に挑戦し、0-3の大差判定負けで王座獲得ならず。
2009年7月11日、IBF世界クルーザー級王座挑戦者決定戦でスティーブ・カニンガム（アメリカ合衆国）と対戦し、0-3の大差判定負け。

## 獲得タイトル
- 第14代WBC世界クルーザー級王座（防衛3）